# Parastasia negrosensis
Parastasia negrosensis är en skalbaggsart som beskrevs av Yuiti Wada 1997. Parastasia negrosensis ingår i släktet Parastasia och familjen Rutelidae. Inga underarter finns listade i Catalogue of Life.